# Ellipes occidentalis
Ellipes occidentalis är en insektsart som beskrevs av Günther, K.K. 1977. Ellipes occidentalis ingår i släktet Ellipes och familjen Tridactylidae. Inga underarter finns listade i Catalogue of Life.